# Oligoryzomys vegetus
Oligoryzomys vegetus es una especie de roedor de la familia Cricetidae.

## Distribución geográfica
Se encuentra en Panamá y Costa Rica. 